# 愛のジプシー
「愛のジプシー」（Gypsy）は、フリートウッド・マックが1982年に発表した楽曲。スティーヴィー・ニックスが作詞作曲しリード・ボーカルをつとめている。

## 背景
貧窮にあえいでいた「バッキンガム・ニックス」時代に対するノスタルジアと、白血病にかかった無二の親友のロビン・スナイダーへの思いが混じり合って本作品は制作された。
リンジー・バッキンガムとデュオを組んだニックスは1973年にアルバム『Buckingham Nicks』を発表するがセールスは振るわず、ウェイトレスや掃除婦をしながら家計を支えた。二人はベッドを買う金がなく、床にマットレスを敷いてそこに寝た。マットレスをレースや紙の花で飾ったことが歌詞に反映されている 。冒頭でニックスは「So I'm back to the velvet underground / Back to the floor that I love」と歌う。「Velvet Underground」とは60年代から70年代にかけてサンフランシスコのダウンタウンにあった服屋のこと。顧客にはジャニス・ジョプリンやグレイス・スリックらがおり、ヒッピー文化を象徴する〝ジプシー〟スタイルの服やアクセサリーを売っていた。ニックスは近年のツアーで、店の名前からとったことを認めている。
「愛のジプシー」は1978～79年頃に書かれた。ニックスのファースト・アルバム『麗しのベラ・ドンナ（Bella Donna）』への収録を予定していたが、入る余地がなかったためレコーディングされなかった。ファースト・アルバムが発売された1981年7月頃、彼女は高校以来の親友のロビン・スナイダーから電話を受け、スナイダーが白血病にかかったことを知らされる。ニックスは本作品をスナイダーに捧げる曲に決め、次回のフリートウッド・マックのアルバムに提供した。
ニックスの弁によれば、スナイダーは男の子を早産し、出産2日後の1982年10月5日に亡くなった（ニックスとロビン・スナイダー、その夫のキム・アンダーソンとの関係は後述）。

## リリース
1982年6月12日発売のアルバム『ミラージュ』に収録された。同年8月にアメリカで、9月にイギリスでシングル・カットされた。シングル・バージョンは時間が短縮されている。
シングルのB面は、1940年代から歌われ続けたウエスタン音楽の「クール・ウォーター（Cool Water）」のカバー。アコースティック・ギター一本で、バッキンガムとジョン・マクヴィーの二人が歌うという珍しい楽曲である。オリジナル・アルバムには未収録。
「愛のジプシー」はビルボードのHot 100で12位、アダルト・コンテンポラリー・チャートで9位、イギリスで46位、カナダで16位、オーストラリアで17位を記録した。
2016年9月に発売された『ミラージュ』デラックス・エディションのDisc 2に、アーリー・バージョンとミュージック・ビデオ・バージョンが、Disc 3には1982年10月のライブ・バージョンが収録された。また、「クール・ウォーター」もデラックス・エディションにめでたく収録された。
ラッセル・マルケイの監督によるミュージック・ビデオが制作され、MTVで放映された。ニックスはコカイン中毒を終わらせるため2週間リハビリ施設に入っていたが、撮影スケジュールは変えられず、3日間だけ施設を脱け出して撮影に臨んだ。
バッキンガムとニックスは1940年代風の大きな酒場で寄り添って踊る。ニックスはこう回顧する。「その頃二人の関係はうまくいってなかったから、リンジーのそばには決して近づきたくなかったし、彼の腕に抱かれるなんてさらさらごめんだった」「あんなにドラッグにのめり込みさえしなければ、『愛のジプシー』のようないいミュージック・ビデオはもっとたくさん作り続けることができただろうと思う」

## スティーヴィー・ニックスとロビン・スナイダー・アンダーソン
スティーヴィー・ニックスはアリゾナ州フェニックスに生まれた。食品会社の重役だった父親の仕事の関係で、一家は様々な都市に住んだ。10代のとき、ロサンゼルス郊外のアルカディアに移り、アルカディア高校に進学。ここでニックスはロビン・スナイダーと出会い、二人はすぐに意気投合した。美貌に恵まれたスナイダーの活動は歌や演劇、ダンスなど多岐にわたり、非常に目立つ存在であったが、彼女とニックスの間に結ばれた特別な絆を知る者は少なかったという。
前述のとおり、1981年7月にファースト・アルバム『麗しのベラ・ドンナ』を発表した頃、スナイダーから電話が入り、白血病にかかり余命幾ばくもないことを知らされる。『麗しのベラ・ドンナ』は同年9月にビルボードのアルバム・チャートの首位を記録。プラチナディスクを獲得するが、喜びの気持ちはまったくわかなかったという。
ロビン・スナイダー・アンダーソンは妊娠しており、男の子を早産した2日後の1982年10月5日、息を引き取った。そのときニックスはグループでツアーに出ていた。ニックスはそれから3か月後、スナイダーの夫のキム・アンダーソンと結婚したが、3か月後に離婚した。

## 演奏者
- スティーヴィー・ニックス - リード・ボーカル
- リンジー・バッキンガム - ギター、バッキング・ボーカル
- クリスティン・マクヴィー - ピアノ、オルガン、バッキング・ボーカル
- ジョン・マクヴィー - ベース
- ミック・フリートウッド - ドラムズ、パーカッション